# 鳥越俊雄
鳥越 俊雄（とりごえ としお、1916年（大正5年）7月28日 - 1990年（平成2年）3月30日）は、日本の実業家。鳥越製粉専務。鳥越製粉創業者鳥越彦三郎の孫。ジャーナリスト鳥越俊太郎の父。

## 人物
福岡県浮羽郡吉井町（現・うきは市）出身。1939年、京都帝国大学経済学部卒業。住友本社に勤務。札幌の北日本鉱業所に配属された。現場で鉱山労働者などから相手にされず、いじめにあい、神経症を発症した。1940年、長男の俊太郎が誕生したときは九大の精神科の病棟に入院していた。1943年、退職。対人恐怖症を克服しようと、仏教に傾倒した。京都帝国大学文学部に入学した。
1946年5月、同大学中退。同年10月、鳥越商店入社、監査役。地元に作られた劇団「ともだち座」の人たちに心を許し、自宅の2階を開放し、俊雄は大勢の若者たちと稽古に没頭した。さらに地域合唱団を結成した。1952年、取締役。1963年、セブン食品常務兼任。
65歳で会社を退職した。息子英樹とともに、フランスパンが売りのパン屋を立ち上げた。また弱者のため精神障害者の共同作業所を立ち上げた。肝腎不全のため73歳で亡くなった。心身障害者、精神障害者と身体障害者のメンバーが、俊雄の霊前で弔辞を読んだ。
宗教は真宗。趣味は音楽、古典、声楽。大学時代は合唱団に所属していた。住所は福岡県浮羽郡吉井町（現・うきは市）。著書に『虚実の彼方に-鳥越家の人々』がある。

## 家族・親族
鳥越家
- 祖父・彦三郎（? - 1942年、鳥越製粉創業者）
- 父・繁（1889年 - ?、鳥越製粉社長）
- 兄・繁喜（1914年 - 2007年、鳥越製粉社長）
- 妻（京都出身）[3][5]
- 長男・俊太郎（1940年 - ）[3]
- 二男・崇興（1942年 - ）[3]
- 三男、四男、長女[3]